# Provinz Corongo
Die Provinz Corongo ist eine der 20 Provinzen, die die Verwaltungsregion Ancash in Peru bilden. In dem 988,01 km² großen Gebiet lebten im Jahr 2017 7532 Menschen. Im Jahr 1993 lag die Einwohnerzahl bei 8917, im Jahr 2007 bei 8329. Verwaltungssitz der Provinz ist der gleichnamige Ort Corongo.

## Geographische Lage
Die Provinz Corongo liegt im Norden von Ancash. Im Westen bildet der Río Santa die Provinzgrenze. Die Provinz Corongo erstreckt sich über die Einzugsgebiete dessen rechter Nebenflüsse Río Manta und Río Chunyay. Sie grenzt im Norden an die Provinz Pallasca, im Westen an die Provinz Huaylas, im Süden an die Provinz Santa sowie im Osten an die Provinz Sihuas.

## Verwaltungsgliederung
Die Provinz Corongo besteht aus sieben Distrikten (distritos). Der Distrikt Corongo ist Sitz der Provinzverwaltung.
| Distrikt | Verwaltungssitz |
| -------- | --------------- |
| Aco      | Aco             |
| Bambas   | Bambas          |
| Corongo  | Corongo         |
| Cusca    | Cusca           |
| La Pampa | La Pampa        |
| Yánac    | Yánac           |
| Yupán    | Yupán           |